# Saint Cydroine
Saint Cydroine (décédé en 270) est un martyr romain. Sa vie est confondue avec celle d'un saint français homonyme (saint Cydroine). Il est fêté le 8 septembre ou le 11 juillet.

## Église

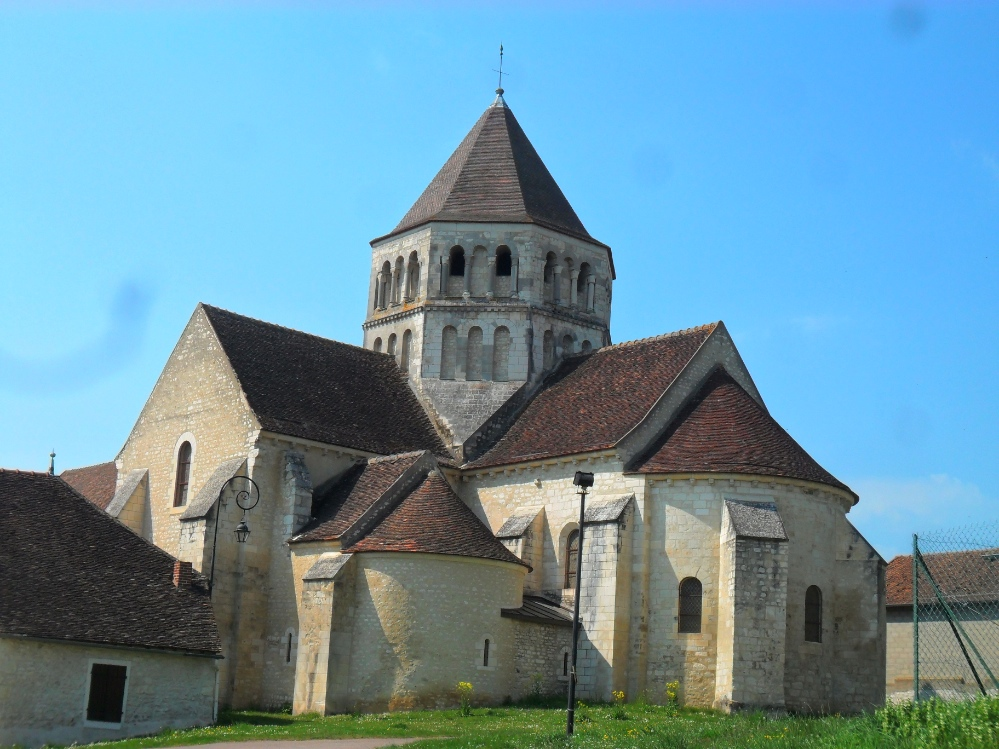
Église Saint-Cydroine, Yonne.

Le village de Saint-Cydroine dans la commune de Laroche-Saint-Cydroine près de Sens dans l'Yonne, en France, porte le nom du saint. L'église Sainte-Cydroine est une église romane du XIe ou XIIe siècle à tour octogonale dans le village dédiée au saint. Elle a été fondée par l'abbaye de La Charité-sur-Loire.
Il est dit que Cydroine y aurait été martyrisé par les Romains, donnant naissance à une source aux pouvoirs miraculeux qui mena à des pèlerinages au Moyen Âge. 